# 223
Het jaar 223 is het 23e jaar in de 3e eeuw volgens de christelijke jaartelling.

## Gebeurtenissen

### China
- Drie Koninkrijken: De 16-jarige Liu Shan (r. 223-271) volgt zijn vader Liu Bei op en regeert over het koninkrijk Shu Han.
- Zhuge Liang, strateeg en eerste minister van Shu Han, sluit een vredesverdrag met het koninkrijk Wu.

## Overleden
- Cao Ren (55), Chinees veldheer
- Domitius Ulpianus, Romeins jurist
- Liu Bei (62), Chinees veldheer en stichter van het koninkrijk Shu Han